# شکل‌دهی با غلتک
شکل‌دهی با غلتک یا رول‌فرمینگ  (به انگلیسی: roll forming)، نوعی نورد است که شامل خمش مداوم یک نوار بلند از ورق فلزی (معمولاً فولاد کلاف‌شده) به سطح مقطع دلخواه است. نوار از میان مجموعه‌ای از رول‌ها که روی پایه‌های متوالی نصب شده‌اند، عبور می‌کند، که هر مجموعه تنها بخشی از خمش را انجام می‌دهد تا زمانی که سطح مقطع (پروفایل) مورد نظر به دست آید. رول فرمینگ برای تولید قطعات با مشخصات ثابت با طول‌های بلند و در مقادیر زیاد ایده‌آل است.

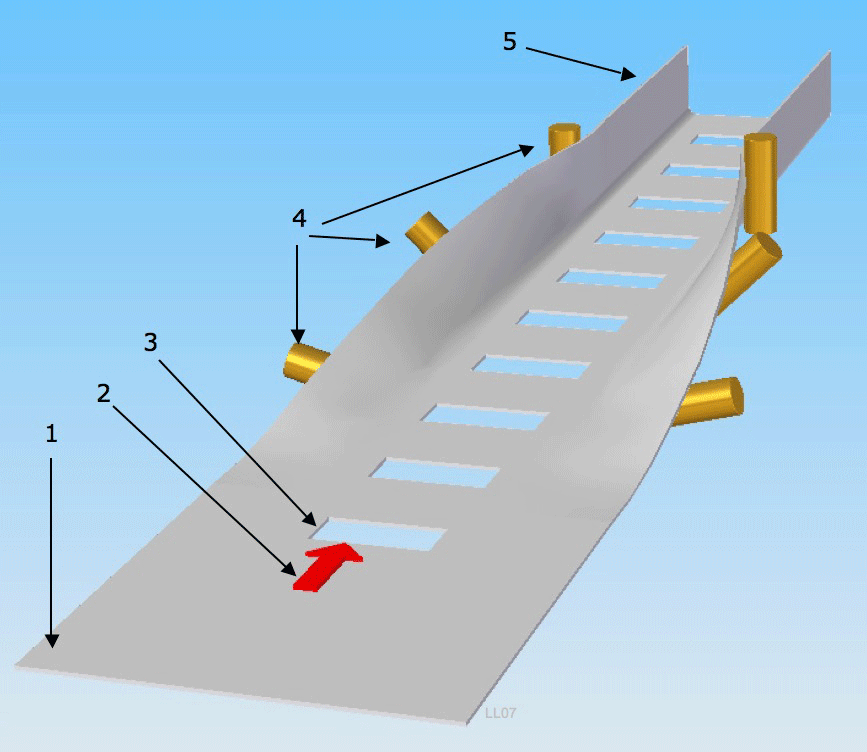
خمیدن در امتداد غلتک‌ها.

## نمای کلی

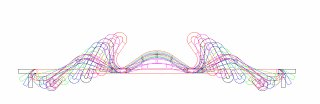
الگوی گل

انواع پروفیل‌های مقطعی را می‌توان تولید کرد، اما هر پروفیل به مجموعه ای از ابزارهای رول به دقت ساخته شده نیاز دارد. طراحی رول‌ها با الگوی گل شروع می‌شود که به ترتیب مقطع پروفیل، یک پروفیل برای هر پایه رول است. سپس خطوط رول از پروفیل‌های الگوی گل استخراج می‌شوند. به دلیل هزینه بالای مجموعه‌های رول، شبیه‌سازی رایانه‌ای اغلب برای توسعه یا تأیید طرح‌های غلتک و بهینه‌سازی فرایند شکل دهی برای به حداقل رساندن تعداد پایه‌ها و تنش‌های مواد در محصول نهایی استفاده می‌شود.
مقاطع رول فرمینگ ممکن است مزیت‌هایی نسبت به روزن‌رانی (اکستروژن) با اشکال مشابه داشته باشند. قطعات رول شده ممکن است بسیار سبک‌تر باشند، با دیواره‌های نازک‌تر نسبت به فرایند روزن‌رانی، و قوی‌تر باشند، زیرا در حالت سرد سخت شده‌اند. قطعات را می‌توان با روکش یا از قبل رنگ آمیزی کرد. علاوه بر این، فرایند رول‌سازی سریع‌تر است و انرژی کمتری نسبت به اکستروژن مصرف می‌کند.
ماشین‌های رول‌فرمینگ در دسترس هستند که با استفاده از رول‌های مشابه، اشکالی با اندازه‌ها و ضخامت‌های مواد مختلف تولید می‌کنند. تغییرات در اندازه با تغییر دادن فاصله بین رول‌ها با تنظیم دستی یا کنترل‌های رایانه‌ای حاصل می‌شود که امکان تغییر سریع را فراهم می‌کند. این آسیاب‌های تخصصی در صنعت قاب‌بندی گیج سبک رایج هستند که در آن از گل‌میخ‌های فلزی و آهنگ‌های پروفیل‌ها و ضخامت‌های استاندارد استفاده می‌شود. برای مثال، یک آسیاب منفرد ممکن است قادر به تولید گل میخ‌های فلزی از تارهای مختلف (به عنوان مثال ۳–۵/۸ اینچ تا ۱۴ اینچ)، فلنج (به عنوان مثال ۱–۳/۸ اینچ تا ۲–۱/۲ اینچ) و لبه (مثلاً ابعاد ۳/۸ تا ۵/۸ اینچ)، گیج‌های مختلف (به عنوان مثال ۲۰ تا 12 GA) از ورق فولادی گالوانیزه باشد.
خطوط رول‌فرمینگ را می‌توان با پیکربندی‌های متعددی برای سوراخ کردن و بریدن قطعات در یک عملیات مداوم راه‌اندازی کرد. برای برش یک قطعه به طول، می‌توان خطوط را طوری تنظیم کرد که از یک قالب پیش برش در جایی که یک قطعه خالی از روی آسیاب رول می‌گذرد، یا یک قالب پس از برش که در آن پروفیل پس از فرایند غلتکی‌سازی قطع می‌شود، استفاده کرد. ویژگی‌ها ممکن است به شکل سوراخ، بریدگی، برجسته یا برشی با پانچ در یک خط رول فرمینگ اضافه شوند. این ویژگی‌های قطعه را می‌توان در یک برنامه پیش از سُنبیدن (قبل از شروع رول‌سازی)، در یک برنامه پانچ خط وسط (در وسط خط/فرایند رول‌سازی) یا یک برنامه پانچ پس از پانچ (بعد از انجام رول‌سازی) انجام داد. . برخی از خطوط رول فرمینگ تنها یکی از برنامه‌های پانچ یا برش بالا را شامل می‌شوند، برخی دیگر، برخی یا همه برنامه‌ها را در یک خط ترکیب می‌کنند.

## فرایند

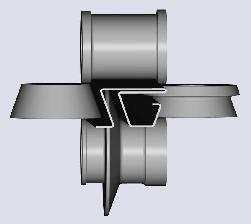
مجموعه رول خوشه ای

رول‌فرمینگ در میان فرایندهای تولید، یکی از ساده‌ترین فرایندها است. معمولاً با یک سیم پیچ بزرگ از ورق فلزی، بین ۱ اینچ (۲٫۵ سانتی‌متر) و ۲۰ اینچ (۵۱ سانتی‌متر) عرض و ۰٫۰۰۴ اینچ (۰٫۱۰ میلی‌متر) و ۰٫۱۲۵ اینچ (۳٫۲ میلی‌متر) ضخامت شروع می‌شود که بر روی یک کویلر پشتیبانی می‌شود. نوار از طریق یک راهنمای ورودی تغذیه می‌شود تا مواد در هنگام عبور از رول‌های آسیاب به درستی تراز شوند، هر مجموعه از رول‌ها یک خم را تشکیل می‌دهند تا زمانی که مواد به شکل دلخواه خود برسد. مجموعه‌های رول معمولاً یکی بر روی دیگری بر روی یک جفت شفت موازی افقی که توسط یک پایه(ها) پشتیبانی می‌شوند، نصب می‌شوند. رول‌های جانبی و رول‌های خوشه‌ای نیز ممکن است برای ارائه دقت و انعطاف‌پذیری بیشتر و محدود کردن تنش‌های وارده بر مواد استفاده شوند. نوارهای شکل را می‌توان جلوتر از آسیاب رول‌ساز، بین آسیاب‌ها یا در انتهای خط رول‌فرمینگ به طول برش داد.

## احتمالات هندسی
امکانات هندسی می‌تواند بسیار گسترده باشد و حتی شامل اشکال محصور شده تا زمانی که سطح مقطع یکنواخت باشد. ضخامت‌های معمولی ورق از ۰٫۰۰۴ اینچ (۰٫۱۰ میلی‌متر) تا ۰٫۱۲۵ اینچ (۳٫۲ میلی‌متر) متغیر است، اما می‌توانند از آن هم بیشتر شوند. طول تقریباً تحت تأثیر فرایند نورد قرار نمی‌گیرد. عرض قطعات معمولاً کمتر از ۱ اینچ (۲٫۵ سانتی‌متر) نیست، اما می‌تواند از ۲۰ اینچ (۵۱ سانتی‌متر) تجاوز کند. محدودیت اولیه عمق پروفیل است که معمولاً به کمتر از ۴ اینچ (۱۰ سانتی‌متر) و به ندرت بزرگتر از ۶ اینچ (۱۵ سانتی‌متر) به دلیل تنش‌های ناشی از غلتک و اختلاف سرعت سطحی که با عمق افزایش می‌یابد محدود می‌شود.
- تلرانس‌ها معمولاً می‌توانند در ۰٫۰۱۵ ± اینچ (۰٫۳۸ میلی‌متر) برای عرض فرم مقطع و ± ۰٫۰۶۰ اینچ (۱٫۵ میلی‌متر) برای عمق آن نگه داشته شوند.[۳]

## نرخ تولید
نرخ تولید تا حد زیادی به ضخامت مواد و شعاع خم بستگی دارد. با این حال، تعداد ایستگاه‌ها یا مراحل مورد نیاز نیز تحت تأثیر قرار می‌گیرد. برای شعاع خمشی ۵۰ برابر ضخامت مواد فولاد کم کربن با ضخامت ۰٫۷ اینچ (۱۸ میلی‌متر) می‌تواند از ۸۵ فوت در دقیقه (۲۶ متر در دقیقه) تا هشت ایستگاه تا ۵۵ فوت در دقیقه (۱۷ متر در دقیقه) تا ۱۲ متغیر باشد. ایستگاه‌ها یا ۵۰ فوت در دقیقه (۱۵ متر در دقیقه) از طریق ۲۲ ایستگاه.
زمان شکل‌گیری یک محصول را می‌توان با یک تابع ساده نشان داد: t = (L + n⋅d) / V، که در آن L طول قطعه در حال شکل‌گیری است، n تعداد پایه‌های شکل‌دهی است، d است فاصله بین پایه‌ها، و V سرعت نوار در میان رول‌ها است.
به‌طور کلی، خطوط شکل‌دهی با غلتک بسته به کاربرد می‌توانند از ۵ تا ۵۰۰ فوت در دقیقه (۱٫۵ تا ۱۵۲٫۴ متر در دقیقه) یا بالاتر اجرا شوند. در برخی موارد عامل محدود کننده کاربردهای سوراخ‌کاری یا برش است.

## ملاحظات دیگر
در حین کار با تولید، مواردی که باید در نظر گرفته شوند عبارتند از، به عنوان مثال، روانکاری، تأثیر فرایند بر خواص مواد، هزینه و البته ایمنی.
روانکاری یک مانع اساسی بین قالب‌های رول و سطح قطعه کار ایجاد می‌کند. این به کاهش سایش ابزار کمک می‌کند و باعث می‌شود اشیا سریعتر حرکت کنند. این جدول انواع مختلف روان‌کننده‌ها، کاربرد آنها و فلزات بهینه برای استفاده از آنها را نشان می‌دهد.
| کاربرد                         | روان‌کننده‌های رول                       | مواد کار             |
| ------------------------------ | -------------------------------------- | -------------------- |
| اسپری، غلتک پاک کن             | روغن‌ها یا موم‌های کلردار، روغن‌های معدنی | غیر آهنی             |
| پاک کردن، چکه کردن، اسپری کردن | روغن‌های محلول در آب                    | آهنی                 |
| غلتک پاک کن                    | روغن‌ها یا موم‌های کلردار                | فولادهای ضدزنگ       |
| تقویم، پوشش، سمپاشی            | فیلم پلاستیکی                          | سطوح جلا داده شده    |
|                                | فیلم یا هوای اجباری                    | مواد از پیش روکش شده |

اثرات این فرایند بر خواص مواد حداقل است. خواص فیزیکی و شیمیایی عملاً تغییر نمی‌کنند، اما این فرایند ممکن است باعث کار سختی، ترک‌های ریز یا نازک شدن در خم‌ها در هنگام بحث در مورد خواص مکانیکی مواد شود.
هزینه شکل‌دهی غلتشی نسبتاً کم است. هنگام محاسبه هزینه فرایند مواردی مانند زمان راه اندازی، هزینه تجهیزات و ابزار، زمان بار/تخلیه، نرخ کار مستقیم، نرخ سربار و استهلاک تجهیزات و ابزار باید در نظر گرفته شود.
ایمنی نیز در این فرایند کمی مشکل است. خطرات اصلی که باید در نظر گرفته شوند، برخورد با قطعات کار متحرک (حداکثر ۸۰۰ فوت در دقیقه (۲۴۰ متر در دقیقه))، غلتک‌های فشار بالا، یا لبه‌های فلزی تیز و بریده شده‌است.

## کتابشناسی
- Halmos, George T. Roll Forming Handbook, CRC Press, 2005
- Dobrev, Atanas; George T. Halmos (1993). "Roll forming into the 21st century". Society of Manufacturing Engineers
- Todd, Robert (1994). Manufacturing Processes Reference Guide. New York: Industrial Press inc.